# Schandelen
Schandelen is een buurt in de Heerlense wijk Schandelen-Grasbroek.
Vroeger lagen de buurten Grasbroek, Muschemig en Schandelen (GMS) onder de rook van de mijnen. De rook is inmiddels verdwenen, maar de erfenis van de mijnbouw is nog goed zichtbaar. De buurten zijn gesloten gemeenschappen, gebouwd voor een specifieke mijnzetel.
Schandelen lag onder de rook van de schoorstenen van de Oranje-Nassau I: De Lange Jan en in de jaren vijftig gebouwde Lange Lies. Het gemeenschapsgevoel was groot. Zo was er de buurtvereniging "Prinses Irene", later werd de naam veranderd in V.O.D. naar de straten die de buurtvereniging omvatte, De Vijgenweg, de Oude Kerkstraat en de Dadelstraat. In de naoorlogse periode, jaren veertig, werden grote oranjefeesten georganiseerd met als hoogtepunt een vijver op het kruispunt Vijgenweg-Oude Kerkstraat, een metalen rand, folie en water, alles geconstrueerd en betaald door de buurtbewoners. In de jaren vijftig ging de V.O.D. zich intensief met carnaval verbinden. Er werden diverse praalwagens gebouwd voor de optocht in Heerlen. Het bouwen vond plaats in een hal van de Steenfabriek. Typisch was dat het een buurt was die niet uitging van een katholieke signatuur. Het waren arbeiders, spoorwegmensen en middenstanders die samenwerkten. Voordat de V.O.D. verliep, waren er nog geregeld "kienavonden", bingo, in de jaren zestig.
De problemen die in de jaren negentig ontstonden waren mede te wijten aan de positie van de wijk, vlak bij het station. De overlast van drugsgebruikers en straatprostitutie was ontoelaatbaar hoog geworden. De gemeente greep in 1995 dan ook hard in, na overleg met de bewoners en andere partijen.

## Bezienswaardigheden
- H.H. van Jezus-Kerk
- Evangelisch Lutherse kerk
- Schandelermolen

## Afbeeldingen

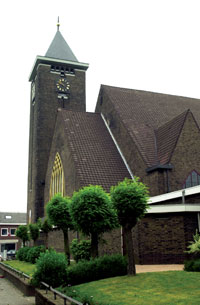
H.H. van Jezus-Kerk
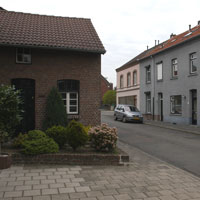
Schandelerstraat
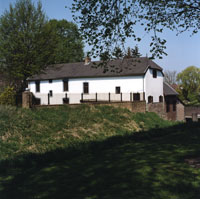
Schandelermolen
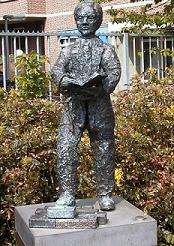
Sjandeler-Jong

Stadsdelen: Heerlerbaan · Heerlerheide · Heerlen-Stad · Hoensbroek

Wijken: Aarveld-Bekkerveld · De Beitel · Caumerveld-Douve Weien · Eikenderveld · Heerlen-Centrum · Heerlerbaan-Oost · Heerlerbaan-West · Passart · De Hei · Heksenberg · Hoensbroek-De Dem · De Koumen · Maria-Gewanden-Terschuren · Mariarade · Meezenbroek-Schaesbergerveld · Molenberg · Nieuw Lotbroek · Rennemig-Beersdal · Schandelen-Grasbroek · Vrieheide-De Stack · Welten-Benzenrade · Woonboulevard-Ten Esschen · Zeswegen-Nieuw Husken

Buurtschappen en gehuchten: De Euren · Heihoven · Imstenrade · Schurenberg · Terschuren

Limburg: Steden en dorpen      Nederland: Provincies · Gemeenten